# Byhåla
Byhåla är en TV-serie med Ronny och Ragge. Serien visades i Sveriges Television 1991, i form av sketcher i Gerilla TV - Laijv, med Peter Settman och Fredde Granberg i huvudrollerna. Den handlar om Ronny och Ragge, två raggare från den fiktiva orten Byhåla. Från början var serien, med karaktärer som Bernst-Gunnar som huvudpersoner och Ronny och Ragge som biroll.
Sketcherna gjordes som en parodi på såpoperan Storstad, men Ronny och Ragge blev snabbt populära bland tittarna. Settman och Granberg valde därför att bygga serien, med uppföljare, kring dem. De gjorde senare serier såsom Tratten och Finkel, vilken visades i samband med talk-showen Stereo, och Snutarna. Ingen av dessa nådde samma popularitet som Byhåla. Tv-serien fick två uppföljare: Byhåla 2: Tillbaka till Fårrden (1992) och Byhåla 3 (1993).
Serien spelades till stora delar in i  Korsberga, söder om Vetlanda och i Växjö.

## Rollista
- Fredde Granberg - Ragge
- Peter Settman - Ronny
- Bengt Carlsson - Bernst-Gunnar
- Gila Bergqvist - Reporter
- Alf Pilnäs - Dörrvakt
- Gry Forssell - Bettan